# Список міністрів розвитку громад і територій України
Список персон, які керували Міністерством регіонального розвитку, будівництва та житлово-комунального господарства України з 2010 року.

## Міністри інвестицій і будівництва України
- Володимир Борисовський (25 лютого 1992 — 30 грудня 1992)

## Міністри будівництва і архітектури України
- Юрій Сербін (30 грудня 1992 — 8 липня 1994)

## Міністри регіонального розвитку і будівництва України
| № | Час повноважень                  | Портрет         | Ім'я            |
| 1 | 21 березня 2007 — 18 грудня 2007 | Володимир Яцуба | Володимир Яцуба |
| 2 | 18 грудня 2007 — 11 березня 2010 |                 | Василь Куйбіда  |
| 3 | 11 березня 2010 — 9 грудня 2010  | Володимир Яцуба | Володимир Яцуба |

## Міністри регіонального розвитку, будівництва та житлово-комунального господарства України
| № | Час повноважень                 | Портрет            | Ім'я               |
| 1 | 9 грудня 2010 — 1 червня 2011   |                    | Віктор Тихонов     |
| 2 | 12 липня 2011 — 3 грудня 2012   |                    | Анатолій Близнюк   |
| 3 | 24 грудня 2012 — 27 лютого 2014 | Геннадій Темник    | Геннадій Темник    |
| 4 | 27 лютого 2014 — 2 грудня 2014  | Володимир Гройсман | Володимир Гройсман |
| 5 | 2 грудня 2014 — 29 серпня 2019  |                    | Геннадій Зубко     |

## Міністри розвитку громад і територій України
| № | Час повноважень                   | Портрет | Ім'я             |
| 1 | 29 серпня 2019 — 4 лютого 2020    |         | Альона Бабак     |
| 2 | 4 лютого 2020 — 4 березня 2020    |         | Денис Шмигаль    |
| 3 | 4 березня 2020 — 3 листопада 2022 |         | Олексій Чернишов |